# Billingham
Billingham ist eine englische Stadt am nördlichen Ufer des Flusses Tees in der Stadtgemeinde (Borough) Stockton-on-Tees und gehört zur Grafschaft Durham. Die Einwohnerzahl beträgt zurzeit ca. 36.000 Menschen.

## Geschichte
Ungefähr seit dem 7. Jahrhundert n. Chr. war Billingham eine Siedlung der Angelsachsen. Der Name „Billingham“ stammt aus dem Angelsächsischen und bedeutet wahrscheinlich „Die Heimstatt von Billas Volk“. In der Spätzeit der Angelsachsen gehörte Billingham den Nachfolgern des englischen Mönches und Bischofs Cuthbert von Lindisfarne. Die St.-Cuthbert-Kirche ist nach ihm benannt und hat einen Turm, der um ca. 1000 n. Chr. erbaut wurde. Ein Grabstein aus dem späten 7. Jahrhundert befindet sich jetzt im Britischen Museum.
Im 10. Jahrhundert wurde Billingham von dem irisch-norwegischen König Ragnald erobert. Ragnald übergab Billingham zusammen mit anderen Ländereien in der Umgebung des Teestales einem seiner Männer, dem irisch-wikingischen Ritter „Scula“ (oder „Scule“), der die Herrschaft zugunsten der Wikinger ausbaute.
Die früheste „chemische Industrie“ in Billingham war wahrscheinlich die Salzgewinnung, die evtl. schon auf die Römer zurückgeht.

### Industrialisierung zur Zeit der Weltkriege
Im Jahr 1801 betrug die Bevölkerung von Billingham nur 355 Menschen, aber der Bedarf an Sprengstoffen während des Ersten Weltkrieges verursachte ein starkes Wachstum der Stadt. 1917 entschied die Regierung, dort eine Ammoniak-Fabrik zu errichten. Später wurde das Werk in erster Linie zur Herstellung von Chemikalien und Düngemitteln genutzt. Schließlich wurde die Fabrik im Jahr 1926 Teil des neu gegründeten Staatsunternehmens ICI (Imperial Chemical Industries). Zudem wurde in der Umgebung der Stadt seit 1928 Anhydrit abgebaut. Im Jahr 1934 begann man dort auch mit der Produktion von Kunststoffen.
1935 ging in Billingham das seinerzeit größte Steinkohle-Hydrierwerk der Welt in Betrieb. Das technische Knowhow lieferte die I.G. Farben, die für den Bau des Werks im Februar 1932 ein „Engineer-Agreement“ mit der ICI vereinbart hatte.
Aldous Huxley besichtigte die neu eröffnete und technisch fortschrittliche Fabrik „Brunner and Mond“ von ICI und gab einen hervorragenden und detaillierten Bericht über die Prozesse, die dort stattfanden. Die Einleitung zur allerersten Ausgabe seines Romans „Schöne neue Welt“ beweist, dass Huxley durch den Besuch in Billingham inspiriert wurde, seinen späteren Klassiker zu schreiben, in dem „Mustapha Mond“ in Anspielung auf den Industriellen „Alfred Mond“ eine Rolle spielt.
Henry Thorold stellt im „Shell Guide to County Durham“ fest: „Dies ist eine wirklich außerordentliche Erfahrung, ein einmaliger Anblick in England. Auf beiden Seiten der Straße befinden sich die Fabrikhallen. Dampfend, zischend – hohe Stahltürme, große Zylinder, überall Rohre … In der Nacht erwacht die gesamte industrielle Welt an den Ufern des Tees’ zum Leben … Tausende von Lichtern leuchten, die Silhouetten der großen Träger der Transportbrücke zeichnen sich im Dunkeln ab: eine magische Stadt.“
Im Jahr 1930 war die Bevölkerung der Stadt auf 19.000 Menschen angewachsen. Nach dem Zweiten Weltkrieg setzte sich das Wachstum fort, mit vielen neuen Wohnungsbauten im Zuge der Erweiterung der Stadt nach Norden, bis in den 1970er Jahren 38.000 Einwohner zu verzeichnen waren.

### Wirtschaftliche Nutzung nach 1970
Von 1971 bis 1988 betrieb ICI einen kleinen Atomreaktor innerhalb der Billingham-Fabrik vom Typ „TRIGA Mark I“ von General Atomics. Außerdem wurde am Ufer des Tees' das Kohlekraftwerk „North Tees Power Station“ für die Stromversorgung der Fabriken betrieben, das von Giles Gilbert Scott geplant wurde. 1987 wurde es außer Betrieb genommen und abgerissen. An der Stelle des Kraftwerks befindet sich jetzt das „Billing Reach Industrial Estate“, eine internationale Kaianlage, die „Able UK Ltd.“ gehört.
ICI ist in Billingham nicht mehr tätig, seitdem es viele Unternehmensteile während der Restrukturierung des Konzerns in den 1990er Jahren verkauft hatte. Einige der ehemaligen Produktionsstätten von ICI sind noch in Betrieb, gehören aber anderen Chemieunternehmen.
1983 veröffentlichte NIREX Pläne, die stillgelegte Anhydritabbaustätte als Zwischenlager für Nuklearmüll zu nutzen. Es gab einen großen Aufschrei in der Öffentlichkeit, denn ungeachtet, dass der Ort geologisch dafür geeignet ist, war er doch zu nah an einem großen Siedlungszentrum. In der Folge wurden die Pläne im Jahr 1985 zurückgezogen.
Der „Billingham Beck Valley Country Park“ wurde erbaut im Gebiet einer rekultivierten Industriemüllkippe und ist stetig gewachsen; er umfasst mittlerweile auch ehemaliges Weideland und neue Feuchtgebiete. Er ist ca. 24 Hektar groß. 1992 wurde er von „English Nature“ zum Naturpark deklariert und gewann 2005 einen „Green Flag Award“. Der Billingham Beck selbst ist einer der größten Nebenflüsse des Flusses Tees und hat ein Überflutungsgebiet im ehemaligen Industriegebiet von ICI.

## Kulturelle Entwicklung
Seit 1965 findet in Billingham jährlich das „Billingham Folklore Festival“ statt.
Im Jahre 1967 wurde im Stadtzentrum das „Billingham Forum“ eröffnet. Es handelt sich dabei um eine Sport- und Freizeitanlage mit einem Theater, einem Schwimmbad, einer Eislaufbahn und mit Sporthallen für Turnen, Bogenschießen, Squash und Judo sowie einer Anzahl von Sportplätzen. Unter anderem traten in dem Theater Stars wie Arthur Lowe, David Jason, Penelope Keith, Timothy West und Dame Anna Neagle auf.
Es gibt Planungen zur Sanierung des Stadtzentrums Billinghams. Eine frühere Erstinitiative plante den Neubau eines neuen Sport- und Freizeitzentrums im John Whitehead Park, um das alte Forum zu ersetzen, sah aber keinen neuen Ort für das Theater vor. Dies hatte starke Diskussionen zur Folge, und die Pläne wurden im November 2004 aufgegeben.

## Politische Verwaltung
Zwischen 1923 und 1968 hatte Billingham einen eigenen Urban District Council, der unter anderem Dawson House, Kennedy Gardens und den Billingham Golf Club (der erste stadteigene Golfclub in Großbritannien) errichtete. Später wurde er fusioniert ins „County Borough of Teesside“; 1974 wurde die Gemeindeordnung erneut geändert, mit der Einrichtung eines Rates für den ganzen Bezirk Stockton. Das „Office of the Deputy Prime Minister“ unterstützte die Bildung eines neuen Stadtrates; eine Anfrage an den Stockton Borough Council und ein Referendum aus dem Jahre 2003 bewirkten die Zustimmung zu den Planungen. Seit 2007 ist Billington eine eigene Gemeinde (Civil Parish) mit dem Status einer Town und dementsprechend einem Town Council.
Billingham ist mit einem eigenen Bahnhof (Billingham Railway Station) in das Eisenbahnnetz eingebunden.

## Persönlichkeiten
Söhne und Töchter der Stadt:
- Kevin Howley (1924–1997), Fußballschiedsrichter
- Anthony Sampson (1926–2004), Journalist und Schriftsteller
- Pat Partridge (1933–2014), Fußballschiedsrichter
- David Hamer (1934–2017), Historiker und Kryptologe
- Edwin Jobson (* 1955), Rockmusiker und Komponist
- Dunstan Bruce (* 1960), ehemaliger Leadsänger von Chumbawamba
- Chris Walton (* 1963), Musikhistoriker
- Paul Smith (* 1979), Frontman der Indie-Rock-Band Maxïmo Park
- Jamie Bell (* 1986), Schauspieler
- Robert Dowd (* 1988), Eishockeyspieler

Weitere Persönlichkeiten:
- Keith Stewartson (1925–1983), Angewandter Mathematiker; wuchs in Billingham auf
- Timothy West CBE (1934–2024), Film- und Theaterschauspieler; leitete von 1980 bis 1981 das Theater in Billingham